# Cynthia Browaeys
Pour les articles homonymes, voir Browaeys.
Cynthia Browaeys est une joueuse de football belge née le 24 mai 1984. 

## Biographie
Elle débute, dans le football, en 1993. À l'âge de 12 ans, elle est transférée au VC Dames Eendracht Alost, elle joue trois ans dans les équipes de jeunes. En 1999, elle est reprise en équipe première. En 2002, elle part au RSC Anderlecht où elle joue onze saisons.
En juillet 2013, elle annonce l'arrêt de sa carrière. En juin 2014, elle devient maman.

## Palmarès
- Championne de Belgique (4) : 1999 - 2000 - 2001 - 2002
- Vainqueur de la Coupe de Belgique (2) : 2005 - 2013

### Bilan
- 6 titres

## Statistiques

### Coupe UEFA
- 5 matchs